# Vertical Horizon
Vertical Horizon ist eine aus Washington, D. C. stammende Alternative-Band. Sänger Matt Scannell und Gitarrist Keith Kane gründeten die Band 1991, als sie Studenten an der Georgetown-Universität waren. Die Band wurde durch ihre Nummer-Eins-Single Everything You Want von 1999 bekannt. Weitere Hits waren Singles wie You’re a God, Best I Ever Had (Grey Sky Morning) und I’m Still Here.

## Bandgeschichte
Vertical Horizon wurde Anfang der 1990er Jahre von Matthew Scannell und Keith Kane gegründet, die zu dieser Zeit an der Georgetown University studierten. Nach ihrem Abschluss 1991 zogen die beiden nach Boston und veröffentlichten 1992 in Eigenregie ihr erstes Album There and Back Again, für das sie auch alle Instrumente selbst eingespielt hatten.
Die nächsten Jahre waren sie meist auf Tour mit ähnlich gelagerten Bands wie Jackopierce, The Allman Brothers Band und Better Than Ezra. Erst 1995 begaben sie sich wieder in ein Aufnahmestudio. Für das Album Running on Ice übernahmen sie den Gesang und die Akustikgitarren, holten sich für die restlichen Instrumente aber Gastmusiker wie Doug Derryberry, Jackopierce und Carter Beauford als Unterstützung.
Gemeinsam mit dem Schlagzeuger Ed Toth und dem Bassisten Ryan Fisher verbrachten Keith und Matt auch das Jahr 1996 auf Tour. Ergebnis davon war das Live-Album Live Stages, das Ende des Jahres erschien. Außerdem versuchte die Band nun ein Major-Label als Partner zu finden. Mit Erfolg, sie erhielten einen Plattenvertrag bei Sony BMG/RCA. Mitte 1997 wurde Fisher, der nie geplant hatte, ein dauerhaftes Bandmitglied zu werden, nach seinem Abgang kurzfristig durch Seth Horan ersetzt, bevor 1998 ein Casting abgehalten wurde. Bereits der erste Bassist, der sich vorstellte, – Sean Hurley – fand großen Anklang und nach zahlreichen weiteren Auditions entschied man sich schließlich für ihn als festes Mitglied.
1999 veröffentlichten sie bei RCA das Album Everything You Want. Die erste Single daraus – We Are – hatte nur mäßigen Erfolg, aber die zweite Single Everything You Want kletterte bis auf Platz 1 der US-amerikanischen Single-Charts und wurde so eines der im Radio meistgespielten Lieder des Jahres 2000. Die dritte Single You’re a God war ebenfalls erfolgreich und wurde auch für den Soundtrack von Bruce Allmächtig verwendet. Mit Best I Ever Had (Grey Sky Morning) wurde noch eine vierte Single veröffentlicht, war aber nicht mehr so erfolgreich, wie seine beiden Vorgänger. 2005 erschien von diesem Lied allerdings eine Coverversion des Country-Musikers Gary Allan, der damit in den Country-Charts einen Top-10-Erfolg landen konnte.
Nach weiteren Touren begannen 2001 die Aufnahmen für das nächste Album Go, dessen ursprünglicher Erscheinungstermin September 2002 sein sollte. Probleme mit dem Label verzögerten die Veröffentlichung aber um ein ganzes Jahr. Im September 2003 wurde es schließlich ohne größere Ankündigung von Seiten des Labels auf den Markt gebracht und war nur wenig erfolgreich, weshalb sich Vertical Horizon Mitte 2004 schließlich von RCA trennten. Anfang 2005 unterschrieben sie bei Hybrid Recordings, die Go 2005 noch einmal neu und mit wesentlich mehr Erfolg veröffentlichten.
Im Juli 2005 verließ Schlagzeuger Ed Toth die Band, um bei den Doobie Brothers zu spielen. Als Ersatz sprangen Craig McIntyre und Blair Sinta ein, wobei noch keine dauerhafte Lösung gefunden wurde. Im Juni 2006 kündigte Matt Scannell auf der Bandhomepage an, dass die Arbeiten zu einem neuen Album begonnen hätten und dass Schlagzeuger Neil Peart von Rush als Gastmusiker nicht nur einige Lieder einspielt, sondern auch Material für einen Song beisteuert.

## Diskografie

### Studioalben
| Jahr | Titel                       | Höchstplatzierung, Gesamtwochen, AuszeichnungChartsChartplatzierungen (Jahr, Titel, Platzierungen, Wochen, Auszeichnungen, Anmerkungen) | Anmerkungen                              |
| Jahr | Titel                       | US | Anmerkungen                              |
| ---- | --------------------------- | --- | ---------------------------------------- |
| 1992 | There And Back Again        | — | Erstveröffentlichung: 1992               |
| 1995 | Running On Ice              | — | Erstveröffentlichung: 1995               |
| 1999 | Everything You Want         | US40 ×2Doppelplatin · (71 Wo.)US | Erstveröffentlichung: 15. Juni 1999      |
| 2003 | Go                          | US61 (3 Wo.)US | Erstveröffentlichung: 23. September 2003 |
| 2009 | Burning The Days            | US158 (1 Wo.)US | Erstveröffentlichung: 22. September 2009 |
| 2013 | Echoes From The Underground | US164 (1 Wo.)US | Erstveröffentlichung: 8. Oktober 2013    |
| 2018 | The Lost Mile               | — | Erstveröffentlichung: 23. Februar 2018   |

### Livealben
- 1997: Live Stages

### Singles
| Jahr | Titel Album                                            | Höchstplatzierung, Gesamtwochen, AuszeichnungChartplatzierungen (Jahr, Titel, Album, Platzierungen, Wochen, Auszeichnungen, Anmerkungen) | Höchstplatzierung, Gesamtwochen, AuszeichnungChartplatzierungen (Jahr, Titel, Album, Platzierungen, Wochen, Auszeichnungen, Anmerkungen) | Anmerkungen                           |
| Jahr | Titel Album                                            | UK | US | Anmerkungen                           |
| ---- | ------------------------------------------------------ | --- | --- | ------------------------------------- |
| 2000 | Everything You Want                                    | UK42 (3 Wo.)UK | US1 (41 Wo.)US | Erstveröffentlichung: 27. Juni 2000   |
| 2000 | You’re A God Everything You Want                       | — | US23 (21 Wo.)US | Erstveröffentlichung: 3. Juli 2000    |
| 2001 | Best I Ever Had (Grey Sky Morning) Everything You Want | — | US58 (16 Wo.)US | Erstveröffentlichung: 22. Januar 2001 |

Weitere Singles
- 1999: We Are
- 2003: I’m Still Here
- 2004: Forever
- 2009: Save Me from Myself
- 2010: The Lucky One
- 2013: Broken Over You
- 2018: I’m Gonna Save You
- 2018: More
- 2018: Written in the Stars